# Crna Gora (etimologija)
Zemljopisni naziv Crna Gora je uobičajen za slavenske oblasti s gustim šumama i uopće nije rijedak na prostorima od rijeke Neretve (BiH) do rijeke Drim (Albanija), no za doba crnogorskog vladara Stefana I. Crnojevića se točno zna da je Crna Gora država. 

### TeritorijCrna Gorakroz povijest
Naziv Crna Gora  se prvotno odnosio na zemljopisno područje između planine Lovćen i Skadarskoga jezera a od sredine 15. stoljeća, za doba crnogorske dinastije Crnojevići naziv se trajno koristi za državu Crnu Goru.
Crna Gora će otad u potpunosti istisnuti prijethodni naziv starocrnogorske Zete, najprije oblasti, a potom i za Balšića države Zeta.
O tome bjelodano svjedoče izvješća iz dubrovačkog i kotorskog arhiva. Nešto kasnije Mletačka Republika koristi za Crnu Goru naziv Montenegro što je i danas u inozemstvu, van gorvornih područja slavenskih jezika, najzastupljeniji naziv.
Sredinom 15. stoljeća, Crna Gora je obuhvaćala prostor od planinskih masiva iznad Boke kotorske, do uskoga obalnog pojasa Jadranskoga mora kod Budve, do planinskih vrhova u centralnome dijelu suvremene Crne Gore. To je bila preostala jezgra Duklje, prvotne crnogorske povijesne države s kraja 12. stoljeća, te samostalne države Zete Balšića od 1360. do 1421. godine.
Od 1796. godine, nakon Bitke na Krusima, slobodnoj i neovisnoj crnogorskoj državi i formalno se priključuju Bjelopavlići i Piperi, od 1820. Moračani, a do 1830. i manji dio oblasti plemena Kuči. Crnogorska država tada je imala približno oko 3.000 km2.
Ujedinjenje Crne Gore i Boke, makar tada zbog velikog međunarodnog pritiskom bilo i privremeno,  proglašeno je 1813. pod Petrom I. Petrovićem Njegošem. Nad Kotorom, Risnom, Perastom, Tivtom, Herceg Novim, te Budvom, tada se zaviorio Alaj-barjak nakon što su Crnogorci oslobodili ovo područje koje je, još u 11. stoljeću, bilo u sastavu Dukljanskoga kraljevstva.
Nakon Bitke na Grahovcu 1856. teritorij je uvećan za dodatnih oko 1.500km2 (oblasti okolo Nikšića, dijelovi okolo Kolašina i oblasti Vasojevića).
Svršetkom ratova 1876. – 1878. godine će crnogorska država, s međunarodno verificiranim granicama, imati točno 9.475m2 i u njen su sastav vraćeni Podgorica, Danilovgrad, Nikšić, Bar, Ulcinj, Kolašin, Andrijevica i Žabljak.
Nakon balkanskih ratova u saatav Crne Gore su se trajno našli Mojkovac, Bijelo Polje, Pljevlja, Berane, Plav i Rožaje. Teritorij je iznosio oko 14.000km2 a obuhvaćao je i oblasti na Kosovu, gradove Peć i Đakovicu.
Konačne su crnogorske granice zaokružene 1944. godine kada je na zasjedanju Crnogorske antifašističke skupštine narodnoga oslobođenja (CASNO) Crnoj Gori priključena Boka kotorska s gradovima Kotor, Tivat i Herceg Novi.